# Parasystolie
Parasystolie je porucha srdečního rytmu, při které existují v srdci současně dva nezávislé zdroje vzruchů. Jedním z nich je obvykle sinoatriální uzel a jde tedy o sinusový rytmus, druhý je umístěn v srdečních předsíních či komorách. Tento parasystolický zdroj je chráněn tzv. vstupní blokádou, což znamená, že srdeční vzruch z normálního zdroje (sinoatriálního uzlu) nevede k jeho vybití, ale funguje nezávisle. Tyto zdroje se uplatní v různé míře.
Stav lze poznat podle elektrokardiogramu (EKG) až na dlouhém záznamu. Základní rytmus je obvykle sinusový, do které jsou vřazeny stahy (QRS komplexy) pocházející ze zdroje z komor srdečních nebo (méně často) z předsíní. Nález se velmi často zamění za komorové extrasystoly. Od nich se parasystolie liší tím, že lze vysledovat pravidelnost těchto stahů - intervaly mezi nimi jsou vždy násobkem nejkratšího intervalu mezi parasystolickými stahy. Občasně lze také nalézt tzv. splynulé stahy, kdy srdeční komory jsou současně aktivované z obou zdrojů a výsledný QRS komplex vzniká jejich splynutím. 
Parasystolie se vyskytuje často při těžkém srdečním onemocnění, může přejít v komorovou tachykardii a fibrilaci komor 